# Anthony Castonzo
Anthony Salvatore Castonzo (Des Plaines, 9 agosto 1988) è un ex giocatore di football americano statunitense che ha militato per tutta la sua carriera decennale nel ruolo di offensive tackle per gli Indianapolis Colts della National Football League (NFL).
Fu scelto dai Colts nel corso del primo giro del Draft NFL 2011. All'università ha giocato a football per il Boston College.

## Carriera universitaria
Divenuto il primo true freshman a giocare come titolare nella offensive line al Boston College da Paul Zukauskas nel 1998, Castonzo aiutò a permettere agli avversari solo 61 placcaggi per perdita di yard (quinto nel Paese) e 22 sack nel 2007. Proteggendo il quarterback Matt Ryan giocando come offensive tackle destro, Castonzo aiutò gli Eagles a raggiungere le 5.924 yard totali in attacco. Di conseguenza, Castonzo venne inserito tra i migliori freshman della ACC da The Sporting News e venne nominato All-American dalla Football Writers Association of America.
Nel 2008, prima dell'inizio della sua stagione come sophomore, Castonzo venne spostato a tackle sinistro e giocò tutte le 14 partite come titolare. Boston College si classifico in 25ª posizione nel Paese per tackle per perdita di yard (4,77) e 49ª per sack permessi (1,69). Castonzo venne inserito nella formazione ideale All-Sophomore da College Football News..
Nel pre-stagione del 2009, Castonzo venne classificato come nono tackle migliore da Rivals.com. Dopo una stagione da junior, Castonzo venne inserito nella formazione ideale All-ACC del 2009. Castonzo stabilì un nuovo record per partite da titolare (54 consecutive) a Boston College.

### Riconoscimenti vinti
- Seconda formazione ideale All-ACC (2008)
- Formazione ideale All-ACC (2009, 2010)

## Carriera professionistica

### Indianapolis Colts

#### Stagione 2011
Castonzo fu scelto dagli Indianapolis Colts con la 22ª scelta assoluta del Draft NFL 2011. Fu il terzo offensive tackle scelto nel draft, dopo Tyron Smith e Nate Solder. Egli divenne l'offensive tackle sinistro titolare dei Colts per la stagione 2011. Durante la sua stagione da rookie, Castonzo partì come titolare in 12 gare, permettendo solamente sei sack e 28 quarterback pressure. I Colts terminarono la stagione con un record di 2–14 a causa dell'assenza del quarterback titolare Peyton Manning.

#### Stagione 2012
Nella sua seconda stagione, Castonzo giocò come titolare tutte le gare dei Colts che si qualificarono ai play-off con un record di 11–5. Castonzo permise dieci sack e 58 quarterback pressure.

#### Stagione 2013
Nella stagione 2013 Castonzo partì come titolare in 16 gare consecutive e aiutò i Colts a vincere la AFC South con un record di 11–5. Castonzo permise solo quattro sack e 62 quarterback pressure.

#### Stagione 2014
Il 28 aprile 2014, I Colts decisero di prolungare a cinque anni il suo contratto da rookie con una clausola da $7,438 milioni. Nella partita dell'undicesimo turno Castonzo segnò il suo primo touchdown su ricezione in carriera, su un passaggio da una yard da Andrew Luck. Nel 2014 partì in tutte le 16 partite come titolare e giocò 1.115 snap, il maggior numero per un offensive lineman nella NFL. I Colts terminarono la stagione 2014 con un record di 11–5 e il titolo della division. Castonzo concesse solamente due sack e 36 pressioni sul quarterback.

#### Stagione 2015
Il 10 settembre 2015, Castonzo firmò un contratto da quattro anni per $43,81 milioni con i Colts. Castonzo giocò come titolare in dieci partite, poi soffrì di un infortunio al ginocchio che lo costrinse a saltare quattro partite. Terminò la stagione con tredici presenze da titolare e i Colts finirono la stagione secondi nella division con un record di 8–8.

#### Stagione 2016
Castonzo partì come titolare in tutte le sedici partite. I Colts finirono terzi nella AFC South con un record di 8–8.

#### Stagione 2017
Castonzo partì come titolare in tutte le sedici partite. I Colts finirono terzi nella AFC South con un record di 4–12 a causa dell'assenza del quarterback Andrew Luck.

#### Stagione 2018
Dopo aver saltato le prime cinque partite a causa di un infortunio, Castonzo disputò da titolare tutte le rimanenti undici partite della stagione 2018. La linea offensiva dei Colts si dimostrò tra la più solide della lega, permettendo solamente 18 sack agli avversari, e permettendo al running back Marlon Mack di far registrare 908 yard corse e nove touchdown. I Colts terminarono la stagione regolare con un record di 10–6, aggiudicandosi il secondo posto nella division e la prima partecipazione ai play-off dal 2014.

#### Stagione 2019
Castonzo partì da titolare per tutte le gare della stagione 2019, nella quale ebbe il compito di proteggere il nuovo quarterback titolare dei Colts Jacoby Brissett, a causa dell'inaspettato ritiro di Andrew Luck. I Colts terminarono al terzo posto della AFC South con un bilancio di 7–9, venendo esclusi dai play-off.

#### Stagione 2020
Il 15 marzo 2020, Castonzo firmò un rinnovo contrattuale biennale del valore di 33 milioni di dollari. Partì da titolare in dodici partite nella stagione 2020 per poi il 30 dicembre 2020 essere inserito nella lista degli infortunati a causa di un infortunio alla caviglia che avrebbe richiesto un intervento chirurgico e costringendolo a terminare la stagione. I Colts terminarono la stagione regolare al secondo posto della division e con un record di 11-5 riuscirono a qualificarsi per i play-off tramite wild card, ma venendo eliminati nel primo turno dai Buffalo Bills nel Wild Card Game.
Il 12 gennaio 2021, dopo aver trascorso la sua decennale carriera professionistica con gli Indianapolis Colts, Castonzo annunciò il suo ritiro un anno prima del termine del contratto.